# 薛琦鉉
薛琦鉉（英語：Seol Ki-Hyeon，1979年1月8日—），南韓職業足球運動員，可翼鋒或前鋒，在效力安德列治期間成為歷來第一位在歐洲聯賽冠軍盃取得入球的南韓球員。

## 生平
在光雲大學畢業後，薛琦鉉曾被建議加盟日本職業足球聯賽球隊，惟他最終選擇前往歐洲發展，於2000年加盟比利時球隊安特衛普。由於表現出色，一年後即獲得比利時國內班霸安德列治羅致旗下，並且成為歷來第一位在歐洲聯賽冠軍盃取得入球的南韓球員。
2004年，轉赴英格蘭球壇發展加盟狼隊。2006年7月，以100萬英鎊轉會費轉投升上英格蘭超級足球聯賽的雷丁，並且於同年9月16日對錫菲聯的比賽，取得個人首個英超入球。
2007年8月加盟另一支英格蘭超級足球聯賽球隊富咸，不過卻未受重用，並且於2009年1月，曾被外借到沙特阿拉伯足球聯賽冠軍希拉爾效力半年。
2010年1月，富咸原打算將薛琦鉉外借給香港球會南華，兩會已經達成借用協議，惟薛琦鉉為爭取入選南韓國家隊出戰南非世界盃決賽周，最終決定與富咸提前解約，返回韓國球壇發展，結束近10年的外流生涯，富咸1月15日亦在球會官方網頁宣布薛琦鉉解約消息，最終簽約加盟浦項製鐵。
2015年3月2日，薛琦鉉宣布退休。

## 執教生涯
2019年12月26日，慶南足球俱樂部委任薛琦鉉為主教练。

## 外部連結
- 富咸官方網頁 薛琦鉉資料
- 足球数据库：薛琦鉉的球员统计数据